# Sucre (mesto)
Sucre je po ustavi glavno mesto Bolivije, sedež vrhovnega sodišča (Corte Suprema de Justicia) in prestolnica območja Chuquisaca. Sedež vlade in predsednika je od leta 1898 v La Pazu.
Sucre leži na nadmorski višini 2 695 m in ima približno 190.000 prebivalcev. V preteklosti se je mesto imenovalo tudi Charcas, La Plata in Chiquisaca.
30. novembra 1538 je mesto ustanovil Pedro de Anzures in ga poimenoval Ciudad de la Plata de la Nueva Toledo. Leta 1559 je španski kralj Filip II. v mestu vzpostavil prefekturo Audencia de Charcas, ki je nadzorovala območje današnjega Paragvaja, jugovzhodnega Peruja, severnega Čila in Argentine ter večji del Bolivije. Leta 1609 je mesto dobilo nadškofijo, univerza Svetega Frančiška Ksaverija pa je bila ustanovljena leta 1624.